# گره اشمورل
گره اشمورل(به انگلیسی: Schmorl's nodes)عبارتست از فتق دیسک بین مهره‌ای به داخل جسم مهره. در این نوع فتق، قسمت میانی دیسک بین مهره‌ای معمولاً بداخل مهره پائینی فرو می‌رود. برخلاف فتق دیسک به داخل کانال نخاعی، در فتق اشمورل علائم درد بسیار اندک یا وجود ندارد و جزء یافته‌های اتفاقی در پرتونگاری ستون فقرات است.
این بیماری اولین بار توسط جورج اشمورل توضیح داده شده و علائم بالینی عمده ای ندارد و در ستون فقرات کمری شایع است. این نوع فتق بعلت تروما‌های با نیروی کم ولی تکرار شونده اتفاق افتاده و به‌طور عمده در افراد مسن بروز می‌کند. استعداد ژنتیکی نیز در پیدایش بیماری مؤثر است.